# 李景贤 (1939年)
李景贤（1939年2月—），广东开平人，中华人民共和国政治人物、外交官。

## 生平
1963年，毕业于北京外国语学院俄语系，进入中华人民共和国外交部工作。1995年3月，出任中华人民共和国驻格鲁吉亚大使。1997年1月，出任中华人民共和国驻乌兹别克斯坦大使。2001年7月，自驻乌兹别克斯坦大使离任。